# Mihovil Nakić
Mihovil Nakić-Vojnović, né le 31 juillet 1955 à Drniš, en Dalmatie (Yougoslavie), est un ancien joueur, entraîneur de basket-ball croate. Il est actuellement directeur sportif du Cibona Zagreb.

## Palmarès

### Sélection nationale
Jeux olympiques d'été
- champion olympique lors des Jeux olympiques de 1980
- médaillé de bronze lors des Jeux olympiques de 1984

Championnat d'Europe de basket-ball
- médaillé de bronze lors du championnat d'Europe 1979